# Чимишлия
Чимишлия (на румънски: Cimişlia) е град в южна Молдова, административен център на Чимишлийски район. Населението му е 11 997 души (2014 г.).
Разположен е на 83 m надморска височина в Черноморската низина, на 13 km северозападно от границата с Украйна и на 55 km южно от столицата Кишинев. Първото споменаване на селището е от 1620 година. През 1812 – 1918 година е под руска, а през 1940 – 1991 година – съветска власт. Днес 85% от жителите на града са молдовци, а останалите са главно украинци, руснаци и българи.